# Хеддерт
Хеддерт (нем. Heddert) — община в Германии, в земле Рейнланд-Пфальц. 
Входит в состав района Трир-Саарбург. Подчиняется управлению Келль ам Зее.  Население составляет 241 человек (на 31 декабря 2010 года). Занимает площадь 4,90 км².